# NGC 1304
NGC 1304 je galaksija u zviježđu Eridan.

## Vanjske poveznice
- SEDS: NGC 1304